# زیتونی (رنگ)
زیتونی گونه‌ای رنگ سبز مایل به زرد است که معمولاً بر روی پوست زیتون‌ها دیده می‌شود.

نمایی از یک هواپیما به رنگ زیتونی

برای به‌دست آوردن رنگ زیتونی می‌بایست اندکی رنگ سیاه به رنگ زرد افزود. در واقع زیتونی همان زرد تیره است.
در بین بازیگران هند از این رنگ برای کت و شلوار شاهرخ خان به کار برده شده است.
در تاریخ ایران از رنگ زیتونی برای لباس نادرشاه افشار استفاده شده است.

## کاربرد

### استتار
زیتونی شبیه به رنگ پوشش گیاهی است، بنابراین اگر در زمینه مناسب استفاده شود می‌تواند استتار کند به همین دلیل در راهبردهای نظامی و لشکرکشی از اهمیت استراتژیک برخوردار است و به‌طور سنتی در یونیفرم نظامی و در رنگ آمیزی بیرونی وسایل نقلیه جنگی مانند تانک‌ها، جیپ‌ها و وسیله‌های نقلیه آبی‌خاکی استفاده می‌شود. استفاده از رنگ‌های گوناگون سبز زیتونی برای استفاده نظامی، بسته به زمان و کشور متفاوت است و به‌طور کامل یا به عنوان بخشی از الگوی استتار همراه با رنگ‌های دیگر استفاده می‌شود به همین دلیل، در لباس شکار و همچنین بقا در فضای باز نیز اغلب زیتونی استفاده می‌شود.